# سید عبدالحسین واحدی
سید عبدالحسین واحدی بُدلا (زاده ۸ آذر ۱۳۰۸ -درگذشته ۷ آذر ۱۳۳۴) روحانی ایرانی و نفر دوم جمعیت فدائیان اسلام پس از سید مجتبی نواب صفوی بود.

## زندگی
واحدی در سال ۱۳۰۸ در شهرستان سنقر استان کرمانشاه متولد شد. علوم مقدماتی را نزد پدرش آموخت و سپس برای تکمیل تحصیلات، ابتدا به قم و سپس به نجف عزیمت کرد و در آن جا با سید مجتبی نواب صفوی آشنا شد.
با ترور عبدالحسین هژیر وزیر دربار وقت پهلوی  به دست سید حسین امامی در ۱۳ آبان ۱۳۲۸، مبارزات کاشانی و جبهه ملی اوج خود رسید و عبدالحسین واحدی احساس کرد که حضور او در تهران ثمربخش‌تر خواهد بود. از این رو از قم به تهران آمد.

## خانواده
پدرِ سید عبدالحسین واحدی بدلا سید محمدرضا واحدی قمی از روحانیون برجسته شیعه بود. مادر سید عبدالحسین واحدی فخرالشریعه آل‌آقا از خانوادۀ آل‌آقا بود که اصلیت اصفهانی داشته و برای تبلیغ تشیع به کرمانشاه آمده‌بودند. عبدالحسین برادری به نام سیدمحمد داشت که همانند او در فعالیت‌های جمعیت فدائیان اسلام به رهبری نواب صفوی نقش مهمی بازی کرد و به همراه نواب صفوی،خلیل طهماسبی و مظفر ذوالقدر در ۲۷ دی ۱۳۳۴ تیرباران شد. آن‌ها همچنین برادر بزرگ‌تری به نام محمد تقی واحدی داشتند که نشریه‌ای با نام «دعوت اسلامی» را با مشی اسلام‌گرایی سیاسی در کرمانشاه منتشر می کرد که انتشار آن تا سال ۱۳۱۴ ادامه یافت. سید جواد واحدى برادر دیگر آن‌ها بود. خواهر این چهار برادر به نام صدیقه بیگم با شیخ عبدالحسین قاضی‌زاده ازدواج کرد که اصالتاً تبریزی بود و خانوادۀ او برای تبلیغ تشیع به کرمانشاه آمده و در آنجا اقامت گزیده‌بودند. فرزند صدیقه بیگم و عبدالحسین قاضی‌زاده به نام مصطفی رهنما (خواهرزادۀ سید عبدالحسین واحدی) از روحانیان شیعۀ دهۀ ۱۳۳۰ بود.خانوادۀ مذهبیِ واحدی نسب خود را به امامزاده شاه بدلا در جاپلق می‌رسانند.

## ترور رزم آرا
وی در روز یازدهم اسفند ماه ۱۳۲۹ در جلوی مسجد شاه تهران، بیش از دو ساعت سخنرانی کرد. اوج سخنرانی واحدی در بخش پایانی بود که اعلام کرد:
اگر رزم آرا تا سه روز دیگر استعفا ندهد، فدائیان اسلام او را از صحنه روزگار محو خواهند کرد.
بنا به خاطرات سید محمد واحدی و حاج مهدی عراقی، رهبران جبههٔ ملی برای جلوگیری از اقدامات رزم‌آرا و حتی احتمال کودتا توسط وی، از فداییان اسلام درخواست می‌کنند که رزم‌آرا از سر راه نهضت ملی برداشته شود. در جلسه‌ای با حضور نواب صفوی، بقایی، فاطمی، نریمان، آزاد، حائری‌زاده، سنجابی، شایگان و مکی از طرف جبههٔ ملی حضور پیدا می‌کنند و دکتر فاطمی تأکید می‌کند که من اصالتاً از طرف خودم هستم و وکالتاً از طرف مصدق (چون کسالت داشت) و ایشان گفته‌اند هر تصمیمی که در این جلسه گرفته شود «برای خود من هم لازم‌الاجرا است.»
نهایتاً در روز شانزدهم اسفند سال ۱۳۲۹ حاجعلی رزم‌آرا در مسجد شاه تهران توسط خلیل طهماسبی ترور شد.

## دستور ترور حسین فاطمی
افزون بر این، محمدمهدی عبدخدایی نیز به فرمان سید عبدالحسین واحدی مأموریت یافت تا حسین فاطمی وزیر امور خارجه کابینه محمد مصدق و مدیر روزنامه باختر امروز را ترور کند. این ترور در بیست‌وپنجم بهمن ۱۳۳۰ بر سر قبر محمد مسعود -روزنامه‌نگار- و در گورستان ظهیرالدوله در خیابان دربند تهران و در مراسم پنجمین سالگرد ترور محمد مسعود انجام شد.  عبدخدایی پس از ترور فاطمی که تنها به مجروح شدن او منجر گردید، به علت سن کم به ۲۰ ماه زندان محکوم شد.
عبدخدایی جریان ترور را اینگونه شرح می‌دهد:
قرار شد در این کار آقای گل دوست هم برای خبر بردن همراه من، باشد. من فقط یک اسلحه داشتم. همراه آقای گل دوست با اتوبوس آمدیم تا شمیران و از شمیران هم رفتیم دربند، سر قبر ظهیرالدوله. آقای نیک پور نائینی همراه دکتر فاطمی بود. جمله‌ای که آقای دکتر فاطمی داشت می‌گفت هنوز هم در ذهنم است. داشت می‌گفت: آن گلوله‌ای که مسعود را کشت، مغز رزم‌آرا را متلاشی کرد و ...
عبدخدایی پس از سال‌ها در مورد این ترور می‌گوید:
امروز ۵۷ سال از آن روزها گذشته و من هم پیرمرد ۷۲ ساله‌ای هستم که امروز و فردا با دارفانی وداع می‌کنم. من امروز حالتی عرفانی پیدا کرده‌ام و دیگر حاضر نیستم حتی یک مگس را بکشم. من دیگر آن نوجوان پراحساس پرشور نیستم. نمی‌توان یک آدم ۱۵ ساله را با یک فرد ۷۲ ساله مقایسه کرد. 
اگر دکتر فاطمی کشته شده بود مانند بسیاری دیگر در تاریخ فراموش می‌شد، همانطور که نسل امروز آقای حجاریان را نمی‌شناسد. اما احساس شخصی من این است که خوشحالم دکتر فاطمی کشته نشد، ماند و با عزت مرد. آن اولین و آخرین‌باری بود که من سلاح دست گرفتم.

## قتل
در ۷ آذر ۱۳۳۴  تیمور بختیار فرماندار وقت نظامی تهران در پی یک مشاجره با عبدالحسین واحدی معاون رهبر جمعیت فدائیان اسلام وی را به ضرب ۵ گلوله به قتل رساند.
حسین مکی درباره کشته شدن «سید عبدالحسین واحدی» از اعضای ارشد فدائیان اسلام نقل می‌کند:
من شنیده ام و بر من به ثبوت رسیده که سید عبدالحسین واحدی را به دفتر تیمور بختیار فرماندار نظامی تهران بردند و با او رو به رو کردند. وقتی تیمور به واحدی فحش رکیکی داد واحدی عیناً همان را به فرماندار نظامی بازگرداند و تیمور بلافاصله دست به کلت کمری خود برد و کلت را از جاکلتی درآورد و با شلیک یک گلوله به مغز سید عبدالحسین واحدی او را به قتل رساند.
این تنها روایت رسمی و فداییان اسلام از نحوۀ کشته شدن «واحدی» نیست. مسعود بهنود روزنامه نگار نیز در مجموعۀ ویدیوهای «هزار داستان» در کانال تلگرامی خود این روایت را تأیید می‌کند و می‌گوید: «واحدی با دیگران اعدام نشد بلکه به دست شخص تیمور بختیار با گلوله هدف قرار گرفت و مغز او پریشان شد و در حالی که به قتل رسیده بود، همان شب اعلام کردند که او اعدام شده است.»
اما خود بختیار دو سال پس از این واقعه در نامه ای به سید محمد تقی واحدی مینویسد:«ما بختیاری‌ها، به سادات حرمت می‌گذاریم و دست به خون ایشان آلوده نمی‌کنیم! برادرت را حسین آزموده زد و به نام من تمام شد، گفتم که بدانی...»
رسانه‌های گروهی اعلام کردند واحدی قصد فرار داشت و توسط مأموران کشته شد.پیکر واحدی شبانه در گورستان مسگرآباد تهران به خاک سپرده شد.